# Mattinata
Mattinata é uma comuna italiana da região da Puglia, província de Foggia, com cerca de 6.324 habitantes. Estende-se por uma área de 72 km², tendo uma densidade populacional de 88 hab/km². Faz fronteira com Monte Sant'Angelo, Vieste.
Até o início do século XIX, o nome da aldeia era Matinata: com esse topônimo, o centro é lembrado nos documentos históricos e nos mapas geográficos mais antigos. O nome Matinata deriva da tribo Dauni dos Matinatos ex Gargani que Plínio, o Velho, relata no Naturalis Historia (III 185).
No Theatrum geographicum de Cláudio Ptolomeu é indicado o topónimo da derivação grega Apeneste, com o significado de "nascente" ou "fonte" plausivelmente referido ao alvorecer. Apeneste provavelmente subiu em um distrito de Mattinata de hoje chamado Agnuli. A posição favorável na costa, a descoberta de várias moedas de origem grega e a presença de significativos achados arqueológicos de origem no sítio de Monte Saraceno, não muito longe do local provável de Apeneste, sugerem que a cidade era um centro de comércio e troca entre as populações gregas, navegadores e colonizadores, e as populações locais dauno-iapige que se instalaram no território presumivelmente no começo da Idade do Ferro.
Com a derrota de Pirro em 275 a.C., Apúlia foi colonizada pelos romanos. É provável que a aldeia de Apeneste tenha tomado o nome de Matinum (derivado da deusa matutina ou da aurora Mater Matuta), mantendo no nome latino o mesmo significado do nome grego original. Restos de uma villa romana, do final do período latino e as paredes características em opus reticulatum e restos de edifícios semi-submersos pelo mar ainda são visíveis no distrito de Agnuli e na costa em frente. Cerca de 980 dC. a cidade desaparece das citações e mapas, provavelmente destruídos pelos ataques sarracenos do período ou devido a um terremoto muito forte, hipotetizado pelo fato de que muitas ruínas de Matinum são submersas pelo mar.
O atual centro da cidade de Mattinata ergue-se nas colinas em frente à baía, a cerca de um quilômetro do local do antigo Matinum e começou a se desenvolver graças a alguns montanhistas que, devido ao clima ameno, "desceram para o vale" (fluxos regulares) dos séculos XVI a XVII. Oito séculos de profunda escuridão entre o desaparecimento do antigo Matinum e o nascimento de Mattinata são um groove profundo demais para supor uma conexão diferente do topônimo, que provavelmente vem da toponímia do território que sobreviveu ao longo dos séculos.
Mesmo na primeira metade do século XIX, a aldeia era constituída por palheiros, habitações muito simples, geralmente de um só andar, construídas com muros secos e usadas por pastores para invernada em locais com um clima menos rígido do que o das montanhas circundantes. A construção do Palazzo Mantuano, iniciada em 1840, é o primeiro sinal de um desenvolvimento urbano significativo. A partir deste núcleo primitivo e com a construção das primeiras estradas que ligam as cidades vizinhas (a primeira ligação rodoviária com Monte Sant'Angelo é concluída apenas por volta de 1893) desenvolve uma aldeia agrícola que nos anos cinquenta do século XX se torna um pequeno município independente. O centro habitado de Mattinata sofreu sérios danos e quatro vítimas devido ao terremoto do Gargano de 1893.

## Demografia
| Variação demográfica do município entre 1861 e 2011                               |
|                                                                                   |
| Fonte: Istituto Nazionale di Statistica (ISTAT) - Elaboração gráfica da Wikipedia |